# Revolver modèle 1892 8 mm
Le revolver d'ordonnance modèle 1892 fut fabriqué par la Manufacture d'armes de Saint-Étienne. Il fut l'arme de poing réglementaire de l'Armée française jusqu'à son remplacement par les pistolets semi-automatiques MAS 1935 et MAC 1950.

## Technique
De calibre 8 × 27 mm, c'est un revolver fonctionnant à double et simple action. Le barillet bascule à droite sur demande de la cavalerie qui l'utilisait de la main gauche. Le canon doté de quatre rayures à gauche a été fabriqué avec les mêmes machines-outils que celui du fusil Lebel. L'arme dispose d'un guidon fixe en demi-lune et d'un cran de mire fixe. Les plaquettes de crosse sont quadrillées. Bien que ce revolver fut éprouvé à la nouvelle poudre sans fumée dès le début du XXe siècle, la munition resta longtemps à poudre noire dans l'armée française, contrairement à une idée reçue (manuel des munitions du ministère de la guerre de 1932, où il est spécifié poudre noire spéciale). On lui reprocha la faiblesse de sa munition.

## Munitions

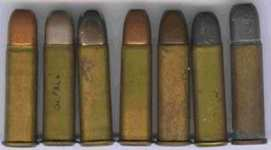
Cartouches pour M1892.

Ce revolver permet l'utilisation de deux sortes de cartouches :
- cartouche à balle d'un poids total de 12 grammes, comprenant une balle constituée d'un noyau en plomb durci et d'une chemise en cuivre d'un poids de 8 grammes, et un étui à bourrelet comprenant 0,75 gramme de poudre noire spéciale[1]. La vitesse initiale des premières versions et 240 m/s et d'une puissance de 196 Joules ;
- cartouche à blanc avec une « fausse balle » en papier [1].

## Production et diffusion
Issus de prototypes essayés en 1885 et 1887, le modèle 1892 a été produit à Saint-Étienne entre 1893 et 1924 à plus de 350 000 exemplaires, mais aussi en Belgique et en Espagne. Il existe en version civile, sans le marquage « Manufacture d'armes de Saint-Étienne ».

## Utilisation
Il a été distribué à l’Armée de terre, à la Marine nationale, la Gendarmerie nationale et à la Police nationale jusqu’en 1962. Il arma aussi la Banque de France, les FFI, les harkis et l’ONF. Il a ainsi connu  le feu durant la conquête du Second espace colonial français, la Grande Guerre, la Seconde Guerre mondiale, la Guerre d'Indochine et la Guerre d'Algérie (usage limité lors de ces deux derniers conflits).
Cette arme a été utilisée par le terroriste islamiste et auteur de l'attaque du 11 décembre 2018 à Strasbourg à proximité du marché de Noël.

## Dans la culture populaire

### Au cinéma
C'est ce revolver que porte le colonel Dax, interprété par l'acteur Kirk Douglas, dans Les Sentiers de la gloire (1957). On peut le voir accompagné du Chamelot-Delvigne dans Un long dimanche de fiançailles. Cette arme est complaisamment montrée au début du film À bout de souffle (1959). Le héros, Poiccard (joué par J.P. Belmondo) tire en roulant deux balles par la fenêtre de sa voiture volée, contre le soleil. Puis, quelque temps plus tard, il s'en sert pour abattre un motard de la police qui le poursuivait.
Il arma aussi des résistants français dans Le Vieux Fusil (1975). Il est aussi présent dans Coup de torchon de Bertrand Tavernier, dans les mains de Philippe Noiret et Isabelle Huppert, et dans le film Joyeux Noël, dans les mains de Guillaume Canet. Hippolyte Girardot qui joue un médecin militaire, se suicide avec dans Fort Saganne d'Alain Corneau.
Il est présent dans le film « le pacha » de Georges Lautner aux mains d’une équipe de malfrats. Plusieurs exemplaire sont manipulés à 1:10 du film.
On le retrouve également dans « capitaine Conan » de B Tavernier.

### Dans la BD
Il apparaît régulièrement dans Les Aventures extraordinaires d'Adèle Blanc-Sec et les autres albums de Jacques Tardi sur la Grande Guerre.

### À la TV
C'est l'arme principale des inspecteurs français des Brigades du Tigre dans la série éponyme.

### Dans les jeux vidéo
Il peut être choisi par le joueur dans :
- 7554 : un FPS vietnamien relatant les principales phases de la guerre d'Indochine ;
- Verdun : un FPS sur la Première Guerre mondiale.